# Carl Moll
Carl Moll (Wenen, 23 april 1861 – aldaar, 13 april 1945) was een Oostenrijks kunstschilder wiens werk wordt gerekend tot de jugendstil.

## Leven
Moll studeerde aan de Academie van beeldende kunsten in Wenen in 1880 en 1881 onder leiding van Christian Griepenkerl. Hij werd later leerling van Emil Jakob Schindler. Carl Moll trouwde op 3 november 1895 met de uit Hamburg afkomstige actrice en zangeres Anna Sofie Bergen (1857-1938). Zij was de weduwe van zijn in 1892 overleden leermeester, de landschapsschilder Emil Jakob Schindler. Zijn vrouw had twee dochters uit dit eerdere huwelijk, waaronder Alma die later bekend zou worden onder de naam Alma Mahler-Werfel. Hij heeft beide meisjes echter niet geadopteerd. Samen met Anna had hij ook een dochter, Maria (1899-1945).
In 1896 werd hij bekroond op de International Art Exhibition in Berlijn met een kleine gouden medaille. In 1897 was hij mede-oprichter van de Wiener Secession. De Secessionisten organiseerden tentoonstellingen van hedendaagse kunst in Wenen. In 1901 bouwde Josef Hoffmann voor Moll en Koloman Moser op de Hohenwarte in de 19e district van Wenen, een groot dubbel woonhuis, het eerste gebouw in een geplande villawijk voor vermogende klanten. Hier leefde Moll tot 1908 op het adres Steinfeldgasse 8. Toen verhuisde naar de nabijgelegen Wollergasse 10, waar hij woonde tot zijn dood.
Op initiatief van Moll werd in 1903 de Moderne Staats Galerie opgericht, de tegenwoordige Österreichische Galerie Belvedere.
In 1905 stapte Carl Moll samen met de groep rond Gustav Klimt uit de Secession. Hij trad als directeur van de galerie Miethke ook op als sponsor van Klimt. Hij organiseerde tentoonstellingen van internationale kunstenaars en bracht onder meer als eerste werk van Vincent van Gogh naar Wenen.
In de jaren 1930 werd Moll overtuigd aanhanger van de nazi's. Zijn stiefdochter Alma moest echter na de annexatie van Oostenrijk door Hitler-Duitsland in maart 1938 vluchten met haar man, de dichter Franz Werfel, vanwege zijn joodse afkomst. Slechts een paar dagen later haalde hij vijf schilderijen die Alma de galerie had geleend terug uit het Belvedere, namens zijn dochter Maria Eberstaller. Het meest waardevolle daarvan, Zomernacht op het strand van Edvard Munch, verkocht Moll later terug aan de Galerie.
Toen het Rode Leger begin april 1945 Wenen binnenviel, schreef Moll een op 10 april gedateerde afscheidsbrief met daarin de zin "...ik slaap zonder wroeging in, ik heb alle schoonheid gehad die een leven te bieden heeft..." (Ich schlafe reuelos ein, ich habe alles Schöne gehabt, was ein Leben zu bieten hat). Drie dagen daarna drongen Sovjetsoldaten zijn huis binnen, verkrachtten zijn dochter en verwondden hem. Daarop pleegde hij met zijn dochter en schoonzoon zelfmoord. Hij werd begraven op het Grinzinger Friedhof.

## Werken

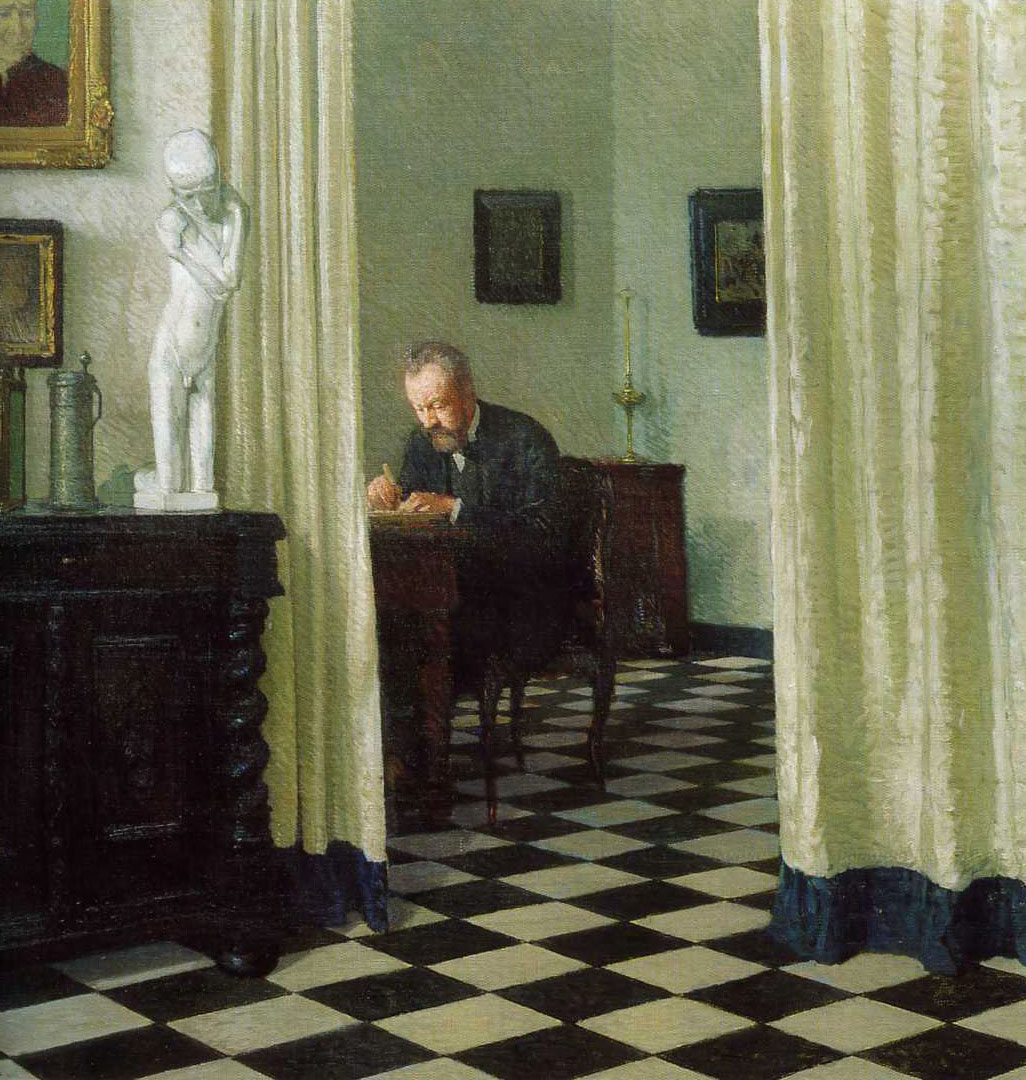
Zelfportret in zijn atelier

Moll werd bekend om zijn kleurenlitho's en houtsneden op groot formaat. De stijl van zijn landschappen veranderde in de loop van de jaren van de Secession naar meer ruimtelijk werk dat meer verwant is aan het expressionisme.
Werk van Moll bevindt zich onder andere in de volgende collecties:
- Verzameling Jenö Eisenberger, Wenen
- Leopold Museum, Wenen
- Muzeul Tarii Crişurilor, Oradea
- Landesmuseum van Neder-Oostenrijk, St. Pölten
- Österreichische Galerie Belvedere, Wenen

- Bibsys: 13070888
- Bibliothèque nationale de France: cb121467313 (data)
- Gemeinsame Normdatei: 118882368
- International Standard Name Identifier: 0000 0000 6674 8661
- KulturNav: 193e6d48-9223-44e6-90d9-3a5bb70213ad
- Library of Congress Control Number: n86123787
- Nationale Bibliotheek van Letland: 000222302
- National Gallery of Victoria: 5588
- Nationale Bibliotheek van Tsjechië: xx0089612
- Nationale Bibliotheek van Israël: 987007271996005171
- Nederlandse Thesaurus van Auteursnamen: 071320261
- RKD-Nederlands Instituut voor Kunstgeschiedenis: 56722
- SNAC: w63f4rxz
- Système universitaire de documentation: 029950759
- Union List of Artist Names: 500031489
- Virtual International Authority File: 25598172